# Sportverein Viktoria 01 Aschaffenburg
Lo Sportverein Viktoria 01 Aschaffenburg, o Viktoria Aschaffenburg in breve, è una società sportiva di Aschaffenburg e il club calcistico di maggior successo della regione bavarese del Basso Meno.
Nonostante l'appartenenza della città di Aschaffenburg alla regione Baviera, il club ha fatto parte dell'Associazione calcistica dell'Assia fino alla stagione 2011-2012. Nella stagione 2012-2013, il club è passato all'Associazione calcistica bavarese. Dopo una lunga partecipazione alla massima divisione tedesca, l'Oberliga Süd, negli anni Quaranta e Cinquanta, il club ha trascorso tre stagioni nella seconda Bundesliga negli anni Ottanta. La squadra gioca le sue partite in casa allo Stadion am Schönbusch. Nella stagione 2022-2023 milita nella Regionalliga Baviera di quarta divisione.

## Storia

### 1901–1919
Il 6 agosto 1901 fu fondato l'FC Aschaffenburg, il 12 aprile 1902 fu fondato l'FC Viktoria Aschaffenburg. I due club si unirono all'Associazione dei club calcistici della Germania meridionale nel maggio 1902. Il 24 giugno 1904 i due club si fusero dando vita all'FC Viktoria Aschaffenburg. Il 3 giugno 1906, dopo l'affiliazione della sezione di atletica leggera l'FC divenne SV Viktoria 01 Aschaffenburg. Il 23 maggio 1909 fu inaugurato il campo sportivo di Schönbusch, tuttora in uso. Nel 1915 e nel 1916 il Viktoria fu campione distrettuale e regionale. A causa della Prima guerra mondiale, il gioco fu interrotto fino al 23 maggio 1920.

### 1919–1945
All'inizio degli anni Venti furono fondati le sezioni di hockey, pugilato e fistball. Nel 1921 il club contava 1.271 soci. Nella stagione 1932/33 il Viktoria divenne distrettuale davanti al Kickers Aschaffenburg e nelle due stagioni successive fu campione della Bezirksklasse Unterfranken. Dal 24 aprile 1937 al 19 luglio 1939, il Viktoria si fuse con la Reichsbahn Tuspo sotto il nome di Reichsbahn-Viktoria 01. Fino alla fine della guerra, il Viktoria nella stagione 1942/43 partecipò alla Gauliga Nordbayern, che era la massima divisione dal 1933, ma fu immediatamente retrocesso.

### 1945–1963
Lo stadio di Schönbusch fu danneggiato delle bombe a causa della guerra e non fu più utilizzato fino al 26 aprile 1946. Tuttavia, il calcio fu ripreso anche prima di allora. La prima partita dopo la guerra si svolse l'11 giugno 1945 contro l'Hassia Dieburg. Nel 1946, il Viktoria Aschaffenburg divenne membro fondatore dell'Associazione calcistica dell'Assia come club bavarese e, dopo diversi incontri decisivi, fu promosso alla massima divisione, l'Oberliga Süd, come campione del gruppo della Landesliga Großhessen-Ost.
Nella sua prima stagione il Viktoria si classificò al quindicesimo posto. Nella stagione successiva, la squadra di Aschaffenburg fu retrocessa dall'Oberliga. Nella stagione 1948-1949 il Viktoria si classificò quarto nella Landesliga Hessen. La stagione successiva, l'Aschaffenburg si qualificò per la neonata Seconda Divisione come seconda in classifica, a tre punti dai campioni del Darmstadt. Nella stagione 1950-1951, il Viktoria si classificò al secondo posto dietro lo Kickers Stoccarda, venendo così promosso nuovamente nell'Oberliga Süd. Dopo la promozione, la squadra di Aschaffenburg si classificò all'11º posto, davanti, tra gli altri, al Monaco 1860 e rimase imbattuta in casa. Nella stagione successiva, il Viktoria scese di un posto. I Viktoriani terminarono la stagione 1953-1954 all'ultimo posto in classifica, ma riuscirono subito a risalire fino al secondo posto dietro al Monaco 1860. Nella stagione 1955-1956, l'Aschaffenburg fece scalpore arrivando quinto davanti a club come Norimberga e Eintracht Francoforte. Questa stagione è ancora oggi quella di maggior successo per il club, che aveva una media di circa 8.000 spettatori a partita. La squadra comprendeva Staab e Heinz Budion, due giocatori in attività, ed Ernst Lehner, un ex internazionale. Nella stagione 1956-1957, il Viktoria si classificò all'ottavo posto, davanti al promosso Bayern Monaco. La stagione successiva, l'Aschaffenburg si classificò all'undicesimo posto. Nella stagione 1958-1959, il Viktoria evitò per poco la retrocessione, finendo al quattordicesimo posto. La stagione 1959-1960 fu l'ultima dell'Aschaffenburg in Prima Divisione. La squadra fu retrocessa dall'Oberliga Süd al 15º posto a causa del quoziente reti, con un distacco di appena due centesimi. Durante le stagioni nell'Oberliga, alcune partite furono giocate davanti a 18.000 spettatori.
Nella stagione successiva, il Viktoria si classificò terzo mancando di poco la promozione. La stagione successiva il Viktoria peggiorò e arrivò solo ottavo in seconda divisione. La stagione 1962-1963 fu l'ultima in seconda divisione. Così la metà superiore dei diciotto club si qualificò per la Regionalliga Süd. Le altre squadre, comprese anche l'Aschaffenburg, furono retrocesse nei campionati amatoriali.

### 1963–1985
Dopo la retrocessione dalla II divisione, nella stagione 1963-1964 la squadra fu nuovamente retrocessa in Landesliga classificandosi al 15º posto. In Landesliga il Viktoria vinse il campionato e raggiunse nuovamente l'Amateurliga, campionato di terza divisione. La squadra di Aschaffenburg terminò la stagione seguente al terzo posto. La stagione successiva, i Viktorians scesero di un posto. L'Aschaffenburg terminò la stagione 1967-1968 al settimo posto. La stagione successiva, il Viktoria scese nuovamente di un posto. La stagione 1969-1970 si concluse con l'Aschaffenburg al secondo posto in classifica. I campioni erano la seconda squadra dell'Eintracht Francoforte, che per regolamento non potevano partecipare alla Regionalliga, così il Viktoria salì al loro posto.
Così, nella stagione 1970-1971, l'Aschaffenburg tornò a giocare in un campionato di seconda divisione, ma fu subito retrocesso copo un penultimo posto in classifica. Nella Amateurliga il Viktoria, dopo un 11º e 13º posto, arrivò a vincere il campionato, ma la promozione fu negata a causa dell'introduzione della nuova 2. Bundesliga a due gironi. 
Negli anni successivi l'Aschaffenburg disputò alcuni campionati di medio-bassa classifica. La stagione 1979-1980 il Viktoria arrivò terzo in classifica e il campionato seguente mancò di poco la promozione con un secondo posto dietro l'SC Viktoria Griesheim. Piazzamenti che si ripetero gli anni successivi.
La stagione 1984-1985 si concluse con la vittoria del Viktoria in campionato. Dopo aver disputato il girone di promozione con altri tre campioni dell'Oberliga, il Viktoria fu promosso in 2. Bundesliga.

### 1985–1993
In 2. Bundesliga, nella stagione 1985/86 il Viktoria raggiunse il 13º posto e fu retrocesso la stagione successiva. Nella stagione 1987/88, il Viktoria vinse il campionato e dopo aver superato il girone di promozione con altri campioni di Oberliga fu nuovamente promosso in 2. Bundesliga. In quella stagione, inoltre, il Viktoria raggiunse i quarti di finale della Coppa di Germania,  dopo aver eliminato il Colonia nel secondo turno, squadra di Bundesliga e imbattuta fino a quel momento. Negli ottavi di finale il Viktoria superò il turno grazie ad una vittoria sul campo dell'Hessen Kassel. Nei quarti di finale fu sconfitto per 3-1 in casa dal Werder Brema.
Dopo un solo altro anno nella 2. Bundesliga, la squadra viene nuovamente retrocessa. Nella prima stagione dopo la retrocessione, il Viktoria si classificò settimi. L'Aschaffenburg terminò la stagione successiva al quarto posto. Nella stagione 1991-1992, la società sportiva vinse il campionato, ma non riuscì a battere l'Unterhaching e il Reutlingen nel girone di promozione. La stagione successiva si concluse per il Viktoria al 15º posto, con la retrocessione in Landesliga.

### 1993–2007
Dopo una parentesi nella Landesliga nel 1993-1994, alla fine degli anni '90 si tentò di forzare la promozione con un budget sproporzionato per il club. Durante questo periodo, il fallimento sportivo e la cattiva gestione portarono il club sull'orlo del fallimento. Il Viktoria terminò la stagione 1994-1995 al quarto posto dopo la promozione. L'Aschaffenburg terminò la stagione successiva al secondo posto e perse lo spareggio promozione con il Quelle Fürth ai rigori. Di conseguenza, la squadra di Aschaffenburg continuò a giocare nell'Oberliga la stagione successiva e si classificò al terzo posto. Anche il Viktoria terminò le due stagioni successive al terzo posto. L'Aschaffenburg si è classificato quinto nella stagione 1998-1999 e sesto in quella successiva. Nelle stagioni 2000-2001 e 2001-2002 il Viktoria si classificò al decimo posto. La stagione successiva, l'Aschaffenburg scivolò al 16º posto e fu retrocesso in Landesliga.
Gli anni di permanenza nell'Oberliga si sono tradotti in una crisi economica e sportiva, che ha causato anche un calo dell'interesse degli spettatori. Ogni campionato, il Viktoria perse sempre più sostenitori, fino a quando le partite dell'Oberliga dovettero essere giocate in alcuni casi davanti a meno di 300 spettatori. Il punto più basso fu la retrocessione in Landesliga. Sebbene sia riuscita a ottenere la promozione in Oberliga come campione, la squadra di Aschaffenburg si è classificata solo decima nelle stagioni 2004-2005 e 2005-2006. Il Viktoria ha concluso la stagione 2006-2007 al secondo posto grazie a una convincente prestazione di squadra. Durante la stagione, il club ha deciso di non iscriversi al campionato successivo di Regionalliga perché l'FSV Francoforte si trovava in vetta alla classifica con un distacco di 22 punti e non voleva sostenere i costi della richiesta di licenza per il campionato.

## Palmarès

### Competizioni regionali
- Oberliga Bayern: 2

2014-2015, 2017-2018

## Stadio
Il Viktoria Aschaffenburg gioca le proprie partite allo Stadion am Schönbusch che ha una capienza di 6.620 posti. L'impianto è utilizzato dal 1909, il che lo rende uno dei più tradizionali e antichi del calcio tedesco.

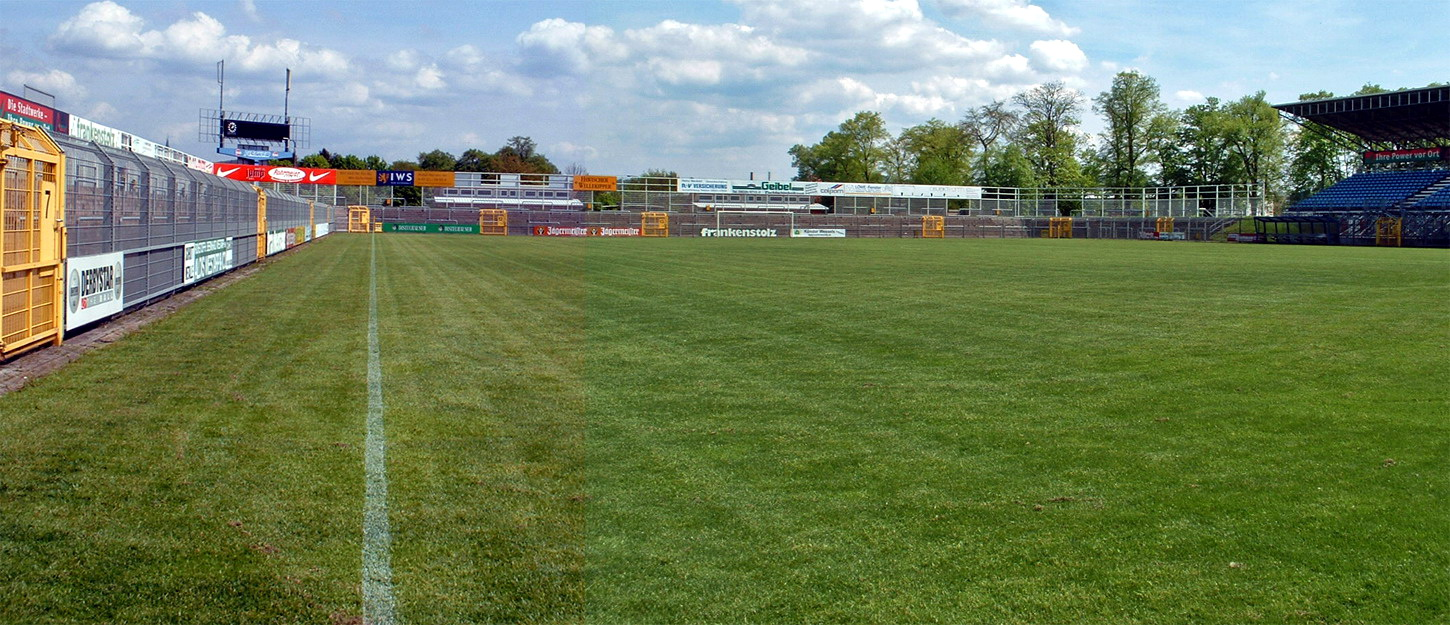
Panorama
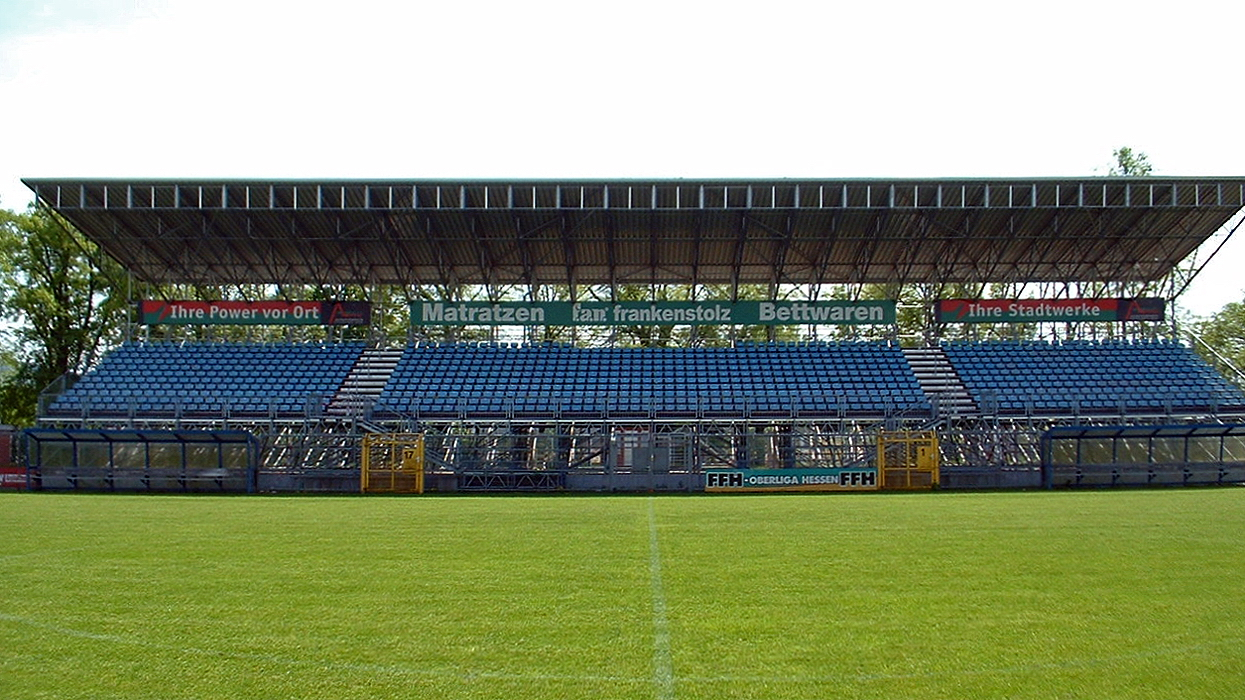
Tribuna centrale
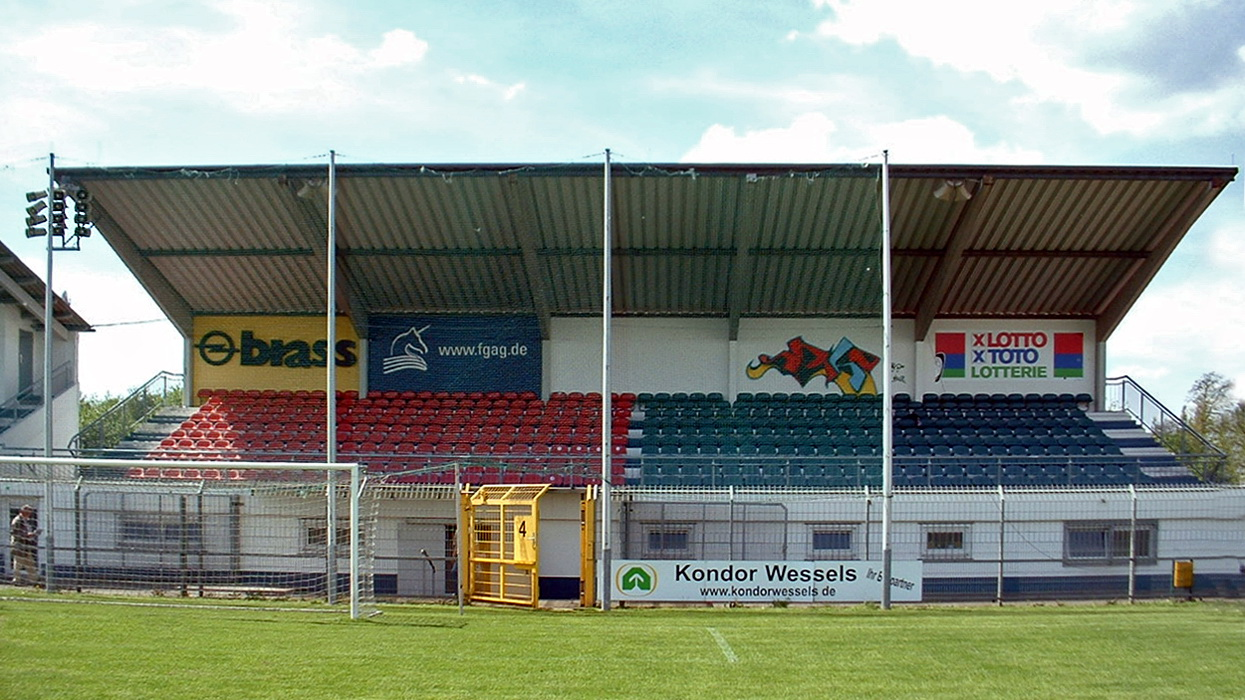
Tribuna laterale

## Statistiche e record
| Livello | Categoria          | Partecipazioni | Debutto   | Ultima stagione | Totale |
| ------- | ------------------ | -------------- | --------- | --------------- | ------ |
| 1º      | Kreisliga          | 14             | 1919-1920 | 1932-1933       | 25     |
| 1º      | Gauliga Nordbayern | 1              | 1942-1943 | 1942-1943       | 25     |
| 1º      | Oberliga Süd       | 10             | 1946-1947 | 1959-1960       | 25     |
| 2º      | Bezirksklasse      | 7              | 1933-1934 | 1939-1940       | 19     |
| 2º      | Landesliga         | 3              | 1945-1946 | 1949-1950       | 19     |
| 2º      | II. Division       | 5              | 1950-1951 | 1962-1963       | 19     |
| 2º      | Regionalliga       | 1              | 1970-1971 | 1970-1971       | 19     |
| 2º      | 2. Bundesliga      | 3              | 1985-1986 | 1988-1989       | 19     |
| 3º      | Amateurliga        | 13             | 1963-1964 | 1977-1978       | 25     |
| 3º      | Amateuroberliga    | 12             | 1978-1979 | 1992-1993       | 25     |
| 4º      | Landesliga         | 2              | 1964-1965 | 1993-1994       | 23     |
| 4º      | Oberliga           | 13             | 1994-1995 | 2007-2008       | 23     |
| 4º      | Regionalliga       | 8              | 2008-2009 | 2022-2023       | 23     |